# Said Abdu
Said Abdu, född 14 april 1986 i Riyadh i Saudiarabien, är en svensk civilekonom[källa behövs], företagare och politiker (liberal), som var ordinarie riksdagsledamot 2014–2018, invald för Västra Götalands läns norra valkrets.

## Biografi
Abdu har eritreanska föräldrar och föddes i Saudiarabien där hans far arbetade för amerikanska militären. När han var dryga året kom familjen till Sverige och bosatte sig i Vänersborg. I samband med att han läste ekonomprogrammet på Högskolan Väst flyttade han till Trollhättan.
Han grundade 2010 tillsammans med en studiekamrat företaget West Work AB, vars ursprungliga affärsidé var att hyra ut studenter,  men som enligt företagets bolagsordning idag arbetar inom personaluthyrning, bemanning, rekrytering samt stöttar verksamheter inom diverse HR-frågor. Bolaget var en kortare tid även delägare i en restaurang som våren 2015 uppmärksammades av tidningen Arbetet, då restaurangen hade många betalningsanmärkningar och att anställda gått till Kronofogden för att få ut sina löner.
Abdu var riksdagsledamot för Liberalerna under mandatperioden 2014–2018 och representerade Västsverige och Västra Götalands läns norra valkrets. Han blev inkryssad som en av tolv personvalda riksdagsledamöter och yngst i Liberalernas riksdagsgrupp. År 2014 utsågs Said Abdu till Liberalernas talesperson i näringslivs- och företagarfrågor. Han var 2018 även talesperson för Liberalernas arbetsmarknadspolitik.
Said Abdu har även varit ordförande i Företagarna Trollhättan och Studieförbundet Vuxenskolan Väst.
Abdu utsågs i februari 2019 till Liberalernas andra namn till Europaparlamentsvalet samma år.